# Harry Stangenberg

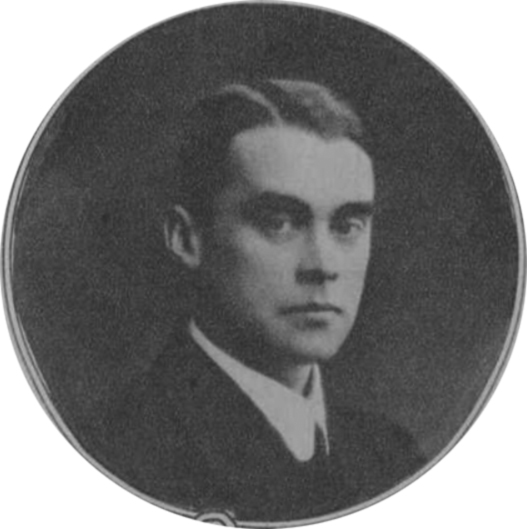
Harry Stangenberg (1919)

Harry Stangenberg (21. April 1893 in Stockholm –  3. November 1941 ebendort) war ein schwedischer Opernregisseur und ab 1927 Oberspielleiter der Staatsoper Stuttgart. Er wurde 1933 von den Nationalsozialisten vertrieben.

## Leben und Werk
Sein Vater war August Emil Stangenberg, ein HNO-Arzt (1860–1950). Er absolvierte die Handelshochschule Stockholm, wandte sich dann aber der Oper zu. Seine Lehrjahre absolvierte er von 1913 bis 1916 als Volontär an der Königlichen Oper von Stockholm, als Regieassistent bei Max Reinhardt in Berlin und an der Münchner Hofoper. Danach erste Inszenierungen in Bern, Frankfurt am Main und in Riga. 1919 wurde er als Hausregisseur an die Königliche Oper in Stockholm verpflichtet, wo er erfolgreich Opern vom Barock bis in die Gegenwart inszenierte, darunter die Gluck’sche Iphigenie auf Tauris, den Rosenkavalier von Hofmannsthal und Strauss, Die toten Augen von Eugen d’Albert, Die Kronbraut von Strindberg und Rangström sowie Mona Lisa von Beatrice Dovsky und Max von Schillings.
1922 war das Jahr, in dem die Salzburger Festspiele erstmals Opernaufführungen im Programm hatten. Gezeigt wurden vier Mozart-Opern, darunter Die Hochzeit des Figaro in einer Inszenierung von Harry Stangenberg und Hans Breuer. Ab 1. August 1927 war Stangenberg Oberspielleiter der Staatsoper Stuttgart, berufen auf Vorschlag des Generalintendanten Albert Kehm. Dieser kannte ihn aus Bern. Stangenberg übernahm die Hälfte der alljährlich zehn Neuinszenierungen und verlieh dem Spielplan ein markantes Profil. Die Schwerpunkte lagen auf dem Gegenwartsschaffen einerseits, hochinteressanten Wiederentdeckungen anderseits. In letztere Kategorie fielen beispielsweise der Nerone von Arrigo Boito, Die Jüdin von Fromental Halévy oder Rusalka von Antonín Dvořák. In die Kategorie der Zeitopern könnte man einordnen Strawinskis Geschichte vom Soldaten, Hindemiths Cardillac, Kreneks Jonny spielt auf oder die zwei Kurzopern Der Protagonist und Der Zar läßt sich photographieren von Georg Kaiser und Kurt Weill.
Am 20. November 1930 ergoss sich eine xenophobe und antisemitische Hassorgie verbaler Natur über den Regisseur, dem vorgeworfen wurde, „mit deutschem Gelde großzügig fremdländische und jüdische Opernwerke“ zu inszenieren. Erschienen ist der Text im Völkischen Beobachter, der die Frage beinhaltete: „Wie lange noch?“ Bereits im Monat davor waren Hassartikel gegen die Uraufführung der Komödie Schatten über Harlem von Ossip Dymow erschienen. Kehr und Stangenberg gaben daraufhin die innovative Spielplanpolitik auf, in Erwartung „der Beruhigung der politischen Verhältnisse“. Die Verhältnisse beruhigten sich jedoch nicht und die geplanten Aufführungen von Bergs Wozzeck, Weinbergers Die Leute von Poker Flat sowie des Aufstiegs und Falls der Stadt Mahagonny von Brecht und Weill unterblieben, obwohl teils bereits die Aufführungsrechte erworben worden waren. Beantwortet wurde die Frage  „Wie lange noch?“ vom neuen NS-Intendanten Otto Kraus, der Ende März 1933 die Kündigung aussprach und dem Regisseur zynisch empfahl, er möge sich doch „an Berliner Theatern“ bewerben. Die Vertreibung des Geistes aus Deutschland war voll im Gange. Harry Stangenberg verließ das Land am 12. Juli 1933. Er ging zurück nach Schweden und arbeitete wieder als freier Regisseur. 1938 wurde er zum Oberspielleiter der Königlichen Oper von Stockholm ernannt. In dem Film Blumen aus Nizza wirkte er 1936 als „musical director“.
Er starb 1941 im Alter von 48 Jahren in der Stockholmer Gemeinde Engelbrecht und wurde am Stockholmer Nordfriedhof bestattet.